# 蒸汽分離器
蒸汽分離器，或稱水份分離器(英語: moisture separator)或蒸汽乾燥器(英語: steam drier)，是一種用於從蒸汽中分離水滴的機器。最簡單的蒸汽分離器類型是在蒸汽機車上的蒸汽圓頂(英語: steam dome)。固定式鍋爐和核反應堆可能有更多更複雜的設備，這些裝置使蒸汽「旋轉」，從而使水滴在離心力的作用下向外拋出並被收集起來。所有的蒸汽分離器都需要蒸汽疏水閥(英語: Steam trap)以收集分離的水滴。
以下設備對於從蒸汽中移除水滴十分重要:
- 在所有的引擎中，濕的蒸汽降低熱效率。
- 在活塞引擎中，水可在汽缸中積累，並導致流體靜力鎖（英语：Hydrolock）(英語: hydrostatic lock)，它會導致引擎損毀。
- 在熱電廠中，在蒸汽渦輪發動機中，從噴嘴中噴出的高速度蒸汽中的水滴可影響和侵蝕渦輪的內部零件，如渦輪扇葉。
- 在其他使用蒸汽的工業機械中，水可以積累在管道中，並導致蒸汽錘擊作用(英語: steam hammer)，它是水錘作用的其中一種形式，水積聚「堵塞」管道，然後被流動的蒸汽加速，直至水柱遇到急彎並發生災難性故障。

蒸汽乾燥器也有時也作為低溫過熱器上運行的乾燥器，以加熱蒸汽。

## 應用
- 引擎
- 鍋爐
- 渦輪機
- 橡膠硫化機器
- 蒸汽動力熨斗
- 煮食過程使用的蒸汽機
- 霧化器
- 催化系統
- 其他蒸汽系統

## 來源
- Nuclear Encyclopedia article （页面存档备份，存于）
- Separators and their Role in the Steam System （页面存档备份，存于）